# ديك ديفيس (لاعب كرة قاعدة)
ديك ديفيس (بالإنجليزية: Dick Davis)‏ هو لاعب كرة قاعدة أمريكي، ولد في 25 سبتمبر 1953 في لونغ بيتش في الولايات المتحدة.

## وصلات خارجية
- ديك ديفيس على موقع دوري كرة القاعدة الرئيسي (الإنجليزية)
- ديك ديفيس على موقع الدوري الياباني لكرة القاعدة (الإنجليزية)
- ديك ديفيس على موقعبيزبول رفرنس.كوم (الدوري الرئيسي) (الإنجليزية)
- ديك ديفيس على موقعبيزبول رفرنس.كوم (الدوري الثانوي) (الإنجليزية)
- ديك ديفيس على موقع إي إس بي إن.كوم (أم.أل.بي) (الإنجليزية)
- ديك ديفيس على موقع مشجعي الرسوم البيانية (الإنجليزية)